# Гертон (Північна Кароліна)
Гертон (англ. Gerton) — переписна місцевість (CDP) в США, в окрузі Гендерсон штату Північна Кароліна. Населення — 290 осіб (2020).

## Географія
Гертон розташований за координатами 35°28′34″ пн. ш. 82°21′2″ зх. д. / 35.47611° пн. ш. 82.35056° зх. д. (35.476026, -82.350453).  За даними Бюро перепису населення США в 2010 році переписна місцевість мала площу 9,83 км², уся площа — суходіл.

## Демографія
Згідно з переписом 2010 року, у переписній місцевості мешкали 254 особи в 130 домогосподарствах у складі 69 родин. Густота населення становила 26 осіб/км².  Було 319 помешкань (32/км²).
Расовий склад населення:
| - 95,3 % — білих - 2,0 % — чорних або афроамериканців - 1,2 % — корінних американців - 0,4 % — азіатів |

До двох чи більше рас належало 0,8 %. Частка іспаномовних становила 0,4 % від усіх жителів.
За віковим діапазоном населення розподілялося таким чином: 17,3 % — особи молодші 18 років, 59,9 % — особи у віці 18—64 років, 22,8 % — особи у віці 65 років та старші. Медіана віку мешканця становила 47,8 року. На 100 осіб жіночої статі у переписній місцевості припадало 96,9 чоловіків;  на 100 жінок у віці від 18 років та старших — 96,3 чоловіків також старших 18 років.
За межею бідності перебувало 5,1 % осіб, у тому числі 0,0 % дітей у віці до 18 років та 0,0 % осіб у віці 65 років та старших.
Цивільне працевлаштоване населення становило 83 особи. Основні галузі зайнятості: освіта, охорона здоров'я та соціальна допомога — 49,4 %, науковці, спеціалісти, менеджери — 27,7 %, виробництво — 22,9 %.